# 埃纳尔·格拉纳特
埃纳尔·格拉纳特（瑞典語：Einar Granath，1936年10月28日—1993年1月5日），瑞典男子冰球运动员，场上位置是前锋。他曾代表瑞典国家队参加1960年冬季奥林匹克运动会冰球比赛，获得第5名。